# Meriania sclerophylla
Meriania sclerophylla är en tvåhjärtbladig växtart som först beskrevs av Charles Victor Naudin, och fick sitt nu gällande namn av José Jéronimo Triana. Meriania sclerophylla ingår i släktet Meriania och familjen Melastomataceae. Inga underarter finns listade i Catalogue of Life.